# Galaxias paucispondylus
Galaxias paucispondylus es una especie de pez del género Galaxias.

## Descripción
Especie marina bentopelágica que cuenta con 7-9 radios blandos dorsales; 8-10 radios blandos anales y 50-56 vértebras. Presenta marcas blancas delante de la aleta dorsal, esto permite la distinción de otras especies del género Galaxias. El cuerpo tiende a ser esbelto y alargado que las de otras especies. Según registros, G. paucispondylus mide 10,1 cm de longitud (39,76 pulgadas), aunque se han evidenciado otros ejemplares de 11,2 cm de longitud (44,09 pulgadas). Es de color gris cremoso, presenta manchas y puntos que varían de gris a verde intenso en la parte del dorso y los flancos.

## Distribución y hábitat
Es endémica de Nueva Zelanda. Vive en aguas profundas y rápidas, además habita en arroyos con grava o cantos rodados y también en ríos principales. Suele vivir en solitario y es descrito como una especie críptica.